# Berkadzor
Armenabad
Berkadzor (en arménien : Բերքաձոր) est une communauté rurale de la région d'Askeran, au Haut-Karabagh ou Armenabad, un village d'Azerbaïdjan situé dans le raion de Khodjaly. La population s'élevait à 198 habitants en 2005.